# 茅部郡
茅部郡（日语：／ Kayabe gun */?）為日本北海道渡島綜合振興局的郡，位於渡島綜合振興局東部。
郡名源自阿伊努語的「kaya-un-pe」（有帆的地方）。

## 轄區
轄區包含2町：
- 鹿部町
- 森町

## 沿革

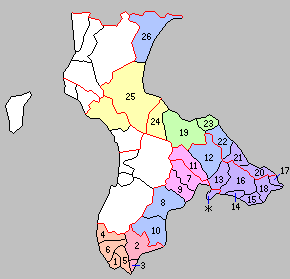
北海道一・二級町村制施行時茅部郡下辖町村（19.森村 20.尾札部村 21.臼尻村 22.鹿部村 23.砂原村 24.落部村 紫：函館市 绿：森町 黄：二海郡八云町）

- 1869年8月15日：北海道設置11國86郡，渡島國茅部郡成立。
- 1897年11月：北海道實施支廳制，隸屬龜田支廳之管轄，此時茅部郡下轄尾札部村、臼尻村、熊泊村、鹿部村、砂原村、掛澗村、森村、尾白內村、鷲之木村、蛯谷村、石倉村、落部村。[2]（12村）
- 1902年4月1日：森村、尾白內村、鷲之木村、蛯谷村、石倉村與龜田郡宿野邊村合併為森村，並成為北海道二級村。[3]（8村）
- 1906年4月1日：尾禮部村、臼尻村（臼尻村、熊泊村合併而成）、鹿部村、砂原村（砂原村、掛澗村而成）成為北海道二級村。（6村）
- 1907年4月1日：森村成為北海道一級村。
- 1915年4月1日：落部村成立為北海道二級村。[4]
- 1921年1月1日：森村改制為森町。（1町5村）
- 1943年6月1日：北海道一級二級町村制廢止，尾札部村、臼尻村、鹿部村、砂原村、落部村改為內務省指定村。
- 1946年10月5日：指定町村制廢止。
- 1957年4月1日：落部村被併入山越郡八雲町。（1町4村）
- 1959年5月1日：尾禮部村和臼尻村合併為南茅部村。（1町3村）
- 1959年9月1日：南茅部村改制為南茅部町。（2町2村）
- 1970年9月1日：砂原村改制為砂原町。（3町1村）
- 1983年12月1日：鹿部村改制為鹿部町。[5]（4町）
- 2004年12月1日：南茅部町被併入函館市，並脫離茅部郡之管轄。（3町）
- 2005年4月1日：森町和砂原町合併為新設立的森町。（2町）